# Falukorv

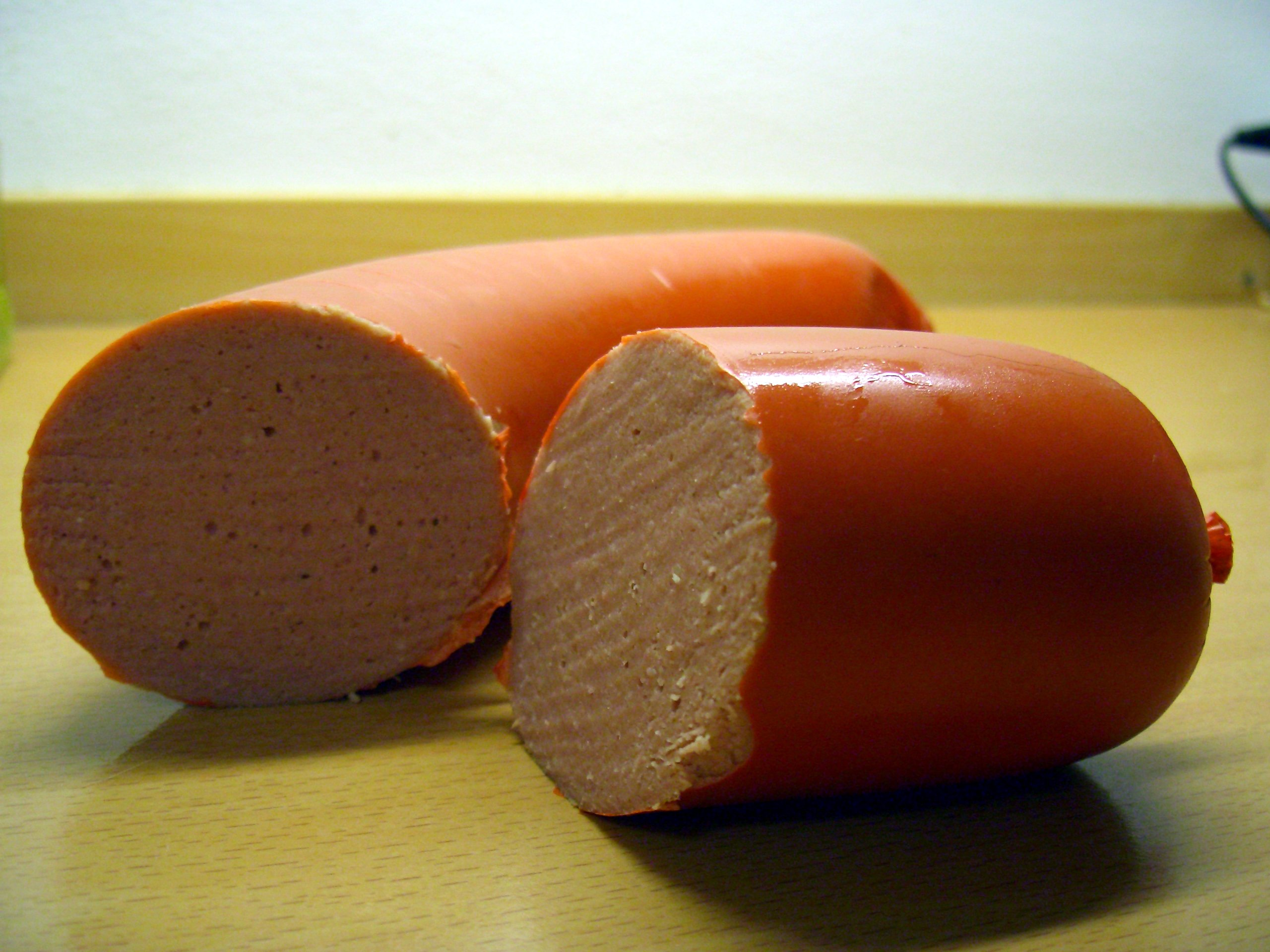
Une falukorv.

La falukorv est une saucisse suédoise très commune, distribuée aussi bien dans les hypermarchés que dans le moindre magasin de proximité. 

## Composition et utilisation
Fait à base de viande de porc (au minimum 40 %), c'est un produit typique qui se consomme régulièrement et qui est présent dans un grand nombre de plats quotidiens suédois et sous de nombreuses recettes différentes. Consistance, saveur et diamètre évoquent de très près le cervelas.
On peut cuire la falukorv de plusieurs façons, au four, à la poêle ou encore au barbecue selon les goûts.

## Provenance
La falukorv provient de la région de Dalécarlie (Dalarna), au nord-ouest de Stockholm, de la ville de Falun où on célèbre chaque année le Falukalaset (littéralement « banquet de Falun »), où la falukorv est bien évidemment l'invitée d'honneur.